# قبرشمون
قبرشمون هي قرية لبنانية من قرى قضاء عاليه في محافظة جبل لبنان. او قبرشمول، ولا نعرف اين القبر ومن هو شمون او شمول